# Phyciodes arida
Phyciodes arida är en fjärilsart som beskrevs av Henry Skinner 1917. Phyciodes arida ingår i släktet Phyciodes och familjen praktfjärilar. Inga underarter finns listade i Catalogue of Life.